# San o ruži
Visând trandafirul (San o ruži) este un film croat din 1986 regizat de Zoran Tadić, după un scenariu de Pavao Pavličić.

## Rezumat
Valent este un muncitor în tura de noapte care abia face rost de bani ca familia sa să supraviețuiască. Într-o zi, în timp ce se întorcea de la muncă, este martor la o confruntare între gangsteri în fața unei măcelării locale și ia punga cu bani și o armă care au fost lăsate la fața locului. Un măcelar cu legături cu criminalii își dă seama curând că Valent a luat banii și începe să facă presiuni asupra lui...

## Distribuție
- Rade Šerbedžija – Valent
- Fabijan Šovagović⁠(d) – Laci
- Iva Marjanović – Ljuba
- Ljubo Zecević – Zeljac
- Anja Šovagović-Despot⁠(d) – Jasna
- Vedran Psenicnik – Tomica
- Mario Vuk – Mali
- Vlatko Dulić⁠(d) – Mașină
- Ljubo Kapor – Vukovic
- Franjo Majetić⁠(d) – Susjed
- Zdenka Hersak – Milostiva
- Ivo Fici – Istrazitelj
- Tomislav Gotovać – Krcmar
- Toso Jelić – Gospon